# 도산대로
도산대로(島山大路, Dosan-daero)는 서울특별시 강남구 신사동 신사역에서 청담동 영동대교 남단을 잇는 왕복 10차선 도로이다.

## 유래
1972년 11월 26일 도산(島山) 안창호(安昌浩) 선생의 호에서 정해졌다.

## 역사
- 1972년 11월 26일 : 도산로로 정해졌다.[1]
- 1984년 11월 7일 : 도산로가 도산대로(현 신사역 - 영동대교 남단, 3.2 km)로 변경되었다.

## 노선
| 지점               | 접속 노선          |               |               | 비고 |
| ------------------ | ------------------ | ------------- | ------------- | ---- |
| 신사역사거리       | 강남대로, 나루터로 | 서초구 잠원동 | 서초구 잠원동 |      |
| 신사역사거리       | 강남대로, 나루터로 | 강남구 신사동 | 강남구 논현동 |      |
| 강남을지병원사거리 | 논현로             | 강남구 신사동 | 강남구 논현동 |      |
| 도산공원사거리     | 언주로             | 강남구 신사동 | 강남구 논현동 |      |
| 학동사거리         | 선릉로             | 강남구 신사동 | 강남구 논현동 |      |
| 학동사거리         | 선릉로             | 강남구 청담동 |               |      |
| 청담사거리         | 압구정로, 삼성로   |               |               |      |
| 영동대교남단교차로 | 영동대로           |               |               |      |